# Finlandssvensk
Finlandssvensk er et fællesnavn for de forskellige østsvenske dialekter, som det svenske mindretal i Finland taler. Svensk er modersmål for 265.000 indbyggere i selve Finland (5,1 procent af befolkningen) og 25.000 indbyggere på de selstyrende Ålandsøer, hvor 94 procent af befolkningen er svensktalende. Svensk er officielt sprog på Åland og et af Finlands to officielle sprog. Det er endvidere oligatorisk fag i skolen for finsktalende. De svensksprogede i selve Finland er koncentreret i Østerbotten og i kystområderne på den finske sydkyst, herunder Helsingfors. En række finske kommuner i disse områder har svensk som administrationssprog,eller er tosprogede.
Indtil vinterkrigen i 1940 blev der også talt finlandssvensk i Vyborg, Rusland.